# سبيل نخاعي مخيخي ظهراني
السَّبيلُ النُّخاعِيُّ المُخَيخِيُّ الظَّهْرانِيّ أو السَّبيلُ النُّخاعِيُّ المُخَيخِيُّ الخَلْفِيّ أو حُزْمَةُ فليكسيغ أو سَبيلُ فليكسيغ (بالإنجليزية: dorsal spinocerebellar tract أو posterior spinocerebellar tract أو Flechsig's fasciculus أو Flechsig's tract)‏، يقوم بنقل (حَمْل) معلومات الحِسّ العميق من مُسْتَقْبِلات الحِسِّ العَميق في المفاصِل والعضلات الهيكليّة إلى المُخَيخ.
إنّه جزء من الجِهاز الحِسِّيّ الجَسَدِيّ ويسير بتوازٍ مع السَّبيلُ النُّخاعِيُّ المُخَيخِيُّ البَطْنانِيّ، ويحمل معلومات الحس العميق من المِغزَلات العضليّة وعُضْوُ غولْجِي الوَتَرِي للجزء المُمَاثِل من الجِذع والطَّرَف السُّفليّ.
تُؤخَذ معلومات الحس العميق إلى الحَبْل النُّخاعيّ عبر استِطالات مَركزيّة لعُقْدَةُ الجَذْرِ الظَّهْرانِيّ (عَصبونات من الرُّتبَة الأولى). تُسافِر هذه الاستطالات المَركزيّة عبر القَرْنُ الظَّهرانيّ للنُّخاع حيث تَتشابَك مع عَصبونات الرُّتبَة الثَّانية لنَواة كلارك.
تحمِل ألياف المِحوار من نَواة كلارك معلومات الحس العميق في الحَبْل الشَّوكيّ في المنطقة المُحيطيّة للحَبْلَة الخَلْفِيَّة المُمَاثِلة. تَستَمِر الألياف في مَساقِها عبر النُّخاع المُستَطيل وجسر جذع الدماغ، وفي نُقطة مُعيَّنة تمر عبر السُّوَيقَةُ المُخَيخِيَّةُ السُّفْلِيَّة وإلى داخل المخيخ حيثُ تُعالَج معلومات الحس العميق اللَّاشُعور.
يتضمن هذا السَّبيل عَصَبونَين وينتهي عند نفس الجانِب من الجسم.
سُمِّي المُصطلحان حُزْمَةُ فليكسيغ وسَبيلُ فليكسيغ نِسبَةً لعالِم التَّشريح العَصَبيّ والطَبيب النَّفسيّ واخْتِصاصِيُّ المَرَضِيَّات العَصَبِيَّة الألمانيّ بول فليكسيغ (Paul Flechsig).

## روابط خارجيّة
- hier-804 في نيورونيمز.